# 李国纶

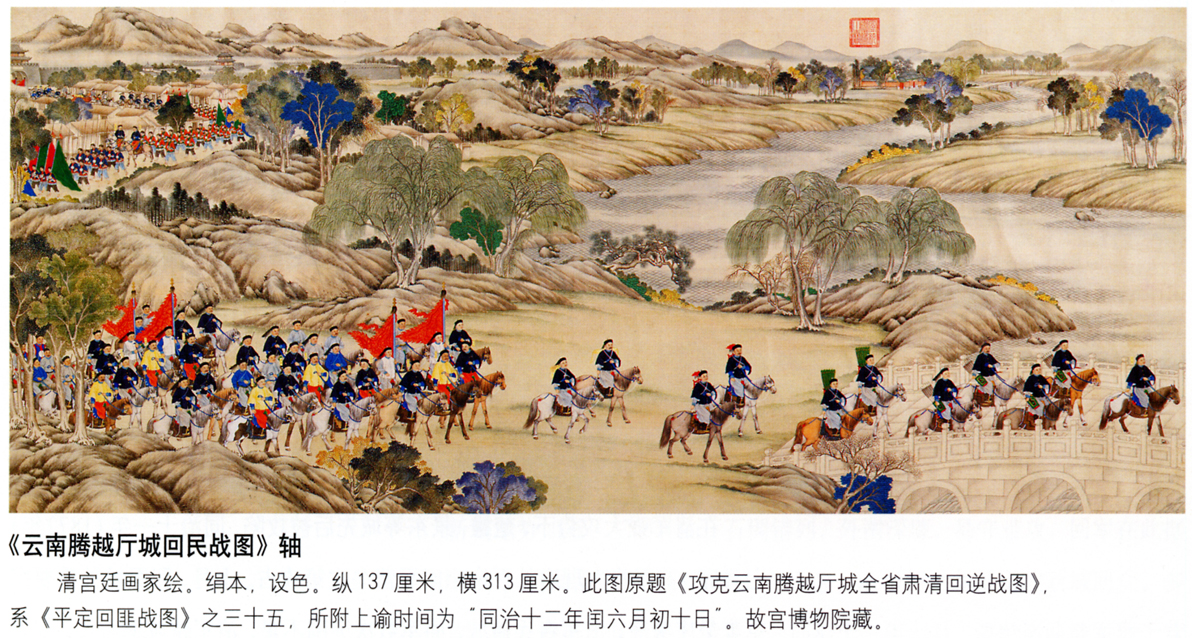
騰越之战

李国綸（19世纪—1874年），字金章，清末云南回变领导人之一。
雲南省施甸县人。雲南省西部回民起义，杜文秀命他为大司空。1856年，守備近邻缅甸贡榜王朝国境的騰越。他在騰越軍紀严正，减轻赋役号称善政。1867年、杜文秀軍从根据地大理府遠征昆明。李国纶提出随军东征，杜文秀因为腾越为要冲，没有允许。1872年大理被清军攻克，雲南巡撫岑毓英派軍攻打騰越，相持两年。1874年，清军克騰越，李国纶在逃走中被暗殺。